# Jeux paralympiques d'été de 1988
Les Jeux paralympiques d'été de 1988, VIIIe Jeux paralympiques d’été, se déroulèrent à Séoul (Corée du Sud) du 15 au 24 octobre 1988. 3053 athlètes venus de 61 pays y prirent part. Pour la première fois depuis 1964, les Jeux paralympiques se tinrent dans la même ville que les Jeux olympiques de cette année-là.

## Les sports pratiqués
16 sports, outre le tennis en fauteuil roulant présenté en démonstration, donnèrent lieu à des épreuves.
- Athlétisme
- Basket-ball en fauteuil roulant
- Boccia
- Bowls
- Cyclisme handisport
- Escrime handisport
- Football à 7
- Goalball
- Haltérophilie
- Judo
- Natation
- Snooker
- Tennis en fauteuil roulant (démonstration)
- Tennis de table
- Tir à l'arc
- Tir sportif
- Volley-ball assis

## Tableau des médailles
Quarante-huit des soixante-et-une nations participantes remportèrent au moins une médaille. Les dix nations au sommet du tableau des médailles furent:
- Pays organisateur :  Corée du Sud

| Rang | Nation               | Or | Argent | Bronze | Total |
| ---- | -------------------- | -- | ------ | ------ | ----- |
| 1    | États-Unis           | 92 | 91     | 85     | 268   |
| 2    | Allemagne de l'Ouest | 77 | 64     | 48     | 189   |
| 3    | Royaume-Uni          | 62 | 66     | 51     | 179   |
| 4    | Canada               | 54 | 42     | 57     | 153   |
| 5    | France               | 45 | 48     | 49     | 142   |
| 6    | Suède                | 42 | 38     | 22     | 102   |
| 7    | Corée du Sud         | 40 | 35     | 19     | 94    |
| 8    | Pays-Bas             | 30 | 23     | 29     | 82    |
| 9    | Danemark             | 25 | 18     | 22     | 65    |
| 10   | Australie            | 23 | 34     | 37     | 94    |